# NGC 506
NGC 506 je zvijezda u zviježđu Ribama.

## Vanjske poveznice
- SEDS: NGC 0506